# イミダフェナシン
イミダフェナシン（INN：Imidafenacin）は、ムスカリン性アセチルコリン受容体阻害薬で、抗コリン薬の一つ。アセチルコリンによるムスカリン受容体サブタイプへの刺激を阻害することで薬効を発現する。主に過活動膀胱による頻尿などに用いられる。

## 概要
1993年に杏林製薬株式会社と小野薬品工業株式会社が共同開発を始めた。1997年より臨床試験を開始し、過活動膀胱症状に対して優れた有効性および安全性が確認された。2007年4月に「過活動膀胱における尿意切迫感、頻尿および切迫性尿失禁」の効能・効果、「通常、成人にはイミダフェナシンとして1回0.1mgを1日2回、朝食後および夕食後に経口投与する」の用法・用量で製造承認を得た。
その後、通常量の投与で安全性に問題がなく、十分な有効性が得られない患者を対象に、通常量の2倍の用量への増量後の安全性および有効性の確認を主な目的とした増量長期投与試験を実施した。2009年12月に用法・用量の追加承認を得た後に、2010年11月に、水なしでも服用可能なウリトスOD錠（口腔内崩壊錠）の製造販売承認を得た。

## 適応
イミダフェナシンの適応は以下のようになっている。
- 過活動膀胱における尿意切迫感、頻尿および切迫性尿失禁

### 使用上の注意
- 使用する際、十分な問診により臨床症状を確認するとともに、類似の症状を呈する疾患（尿路感染症、尿路結石、膀胱癌や前立腺癌等の下部尿路における新生物等）があることに留意し、尿検査等により除外診断を実施する。なお、必要に応じて専門的な検査も考慮する。
- 下部尿路閉塞疾患（前立腺肥大症等）を合併している患者では、それに対する治療を優先させる。

## 作用機序
ムスカリン性アセチルコリン受容体のサブタイプM1・M3に対して拮抗作用がある。この時、唾液腺の分泌抑制作用に比べ膀胱の収縮抑制作用が相対的に強く作用する。膀胱にはサブタイプM1が、膀胱平滑筋にはサブタイプM3があるため、拮抗作用により、アセチルコリン遊離と膀胱平滑筋収縮抑制作用を示す。イミダフェナシンは消化管でほぼ100%吸収されるが、そのうちの約40%が肝臓で初回通過効果を受ける。血漿中主代謝物は、メチルイミダゾール基が酸化されたM-2、またM-2のメチルイミダゾール基が環開裂を受けたM-4および未変化体のN－グルクロン酸抱合体のM-9である。CYP3A4によってM-2・M-4が、UGT1A4によってM-9が代謝される。また、イミダフェナシンおよびその主代謝物M-2、M-4、M-9は、ヒトCYP分子種（CYP1A2、CYP2C9、CYP2C19、CYP2D6、CYP2E1、CYP3A4）を阻害しない。

### 薬物動態
日本においては、イミダフェナシンは経口のみで使用される。OD剤が開発されており、水無しでも服用が可能になっている。
健康成人男性にイミダフェナシン0.1mgを空腹時に単回経口投与した時、投与後1.3〜1.5時間で最高血漿中濃度（以降Cmax）に達し、その濃度は471pg/mLで、半減期は約2.9時間となる。また、食後投与では空腹時投与に対してCmaxは1.3倍の約2時間、AUC0〜12は1.2倍である。なお、OD錠の空腹時の単回経口投与の場合でも、血漿中濃度推移および薬物動態パラメータはほぼ同等の経過をたどる。健康成人男性にイミダフェナシン0.25mgを1日2回、5日間反復投与した時、初回投与後と最終回投与後の血漿中濃度推移はほぼ同等で、反復投与による蓄積性はほぼないとされる。65歳以上の高齢者はCmaxが1.2倍高いが、AUC0〜∞はほぼ同様の経過をたどる。

## 副作用
抗コリン作用を有するイミダフェナシンには、それに伴う副作用も有する。めまい、眠気があらわれることがあるため、機械の操作、自動車の運転には十分な注意が必要である。
主な副作用は以下のようになっている。
口渇、便秘、羞明、霧視、眠気、胃不快感、頭痛、尿中白血球陽性。

### 重大な副作用
- 急性緑内障 - 眼圧亢進による急性緑内障が現れる。
- 尿閉 - 抗コリン作用による。

上記の2つの副作用は抗コリン作用に由来するものであり、変更可能であれば他剤で代用するなど柔軟な対応が求められる。

### 重大な副作用（類薬）
類似化合物（他の利尿治療剤）において、以下の症状が現れたとの報告がある。麻痺性イレウス、幻覚・せん妄、QT延長、心室性頻拍。

### 過量投与
イミダフェナシンの過量投与により、以下のような症状が現れる。
- 尿閉、散瞳、興奮、頻脈等

### 妊婦、産婦、授乳婦等への投与
- 妊婦または妊娠している可能性のある婦人には投与しないことが望ましい。

妊娠中の投与に関する安全性は確立していない。動物実験（ラット）において胎児への移行が報告されている。
- 授乳婦には投与しないことが望ましいが、やむを得ず投与する場合には授乳を中止させること。

動物実験（ラット）で乳汁中に移行することが報告されている。

## 禁忌
イミダフェナシンを服用する際、以下の病気・症状を有する患者には原則禁忌となっている。
- 尿閉 - 排尿時の膀胱収縮が抑制され、症状が悪化するおそれがある。
- 幽門・十二指腸または腸管閉塞、および麻痺性イレウス - 胃腸の平滑筋の収縮および運動が抑制され、症状が悪化するおそれがある。
- 消化管運動・緊張の低下 - 胃腸の平滑筋の収縮および運動が抑制され、症状が悪化するおそれがある。
- 閉塞隅角緑内障 - 眼圧が上昇し、症状が悪化するおそれがある。
- 重症筋無力症 - 抗コリン作用により、症状が悪化するおそれがある。
- 重篤な心疾患 - 期外収縮等の心電図異常が報告されており、症状が悪化するおそれがある。
- 過敏症の既往歴 - 薬剤アレルギーが現れるおそれがある。

### 慎重投与
イミダフェナシンの投与で、以下の症状・病状の悪化が懸念され、他の治療薬の効果を妨げる可能性がある。
- 排尿困難 - 抗コリン作用により、症状が悪化するおそれがある。
- 不整脈 - 抗コリン作用により、症状が悪化するおそれがある。
- 肝障害 - 主として肝臓で代謝されるため、副作用が発現しやすくなるおそれがある。
- 腎障害 - 腎排泄が遅延するおそれがある。
- 認知症または認知機能障害 - 抗コリン作用により、症状が悪化するおそれがある。
- パーキンソン症状または脳血管障害 - 症状の悪化あるいは精神神経症状があらわれるおそれがある。
- 潰瘍性大腸炎 - 中毒性巨大結腸があらわれるおそれがある。
- 甲状腺機能亢進症 - 抗コリン作用により、頻脈等の交感神経興奮症状が悪化するおそれがある。

### 併用注意
以下の薬剤との併用により、効果が損なわれたり、相互に増強し合うことがある。
CYP3A4を阻害する薬剤（イトラコナゾール、エリスロマイシン、クラリスロマイシン等）

## 外部サイト
- 医薬品インタビューフォーム - 杏林製薬[PDF]